# Schönberg (Mecklenburg)
Schönberg is een stad in de Duitse deelstaat Mecklenburg-Voor-Pommeren, en maakt deel uit van de Landkreis Nordwestmecklenburg.
Schönberg telt 4.699 inwoners.

## Geografie
De stad Schönberg ligt ongeveer 15 km oostelijk van Lübeck aan de rivier de Maurine, ongeveer 7 km van de monding in de Dassower See.

## Historie
Schönberg was de hoofdstad van het vorstendom Ratzeburg. In 1979 startte de DDR, die dringend deviezen nodig had, de bouw van een vuilstortplaats die bekend werd als VEB Deponie Schönberg. Hier werd veel chemisch afval uit West-Europa opgeslagen. In 1989 werd in Schönberg 1,3 miljoen ton, overwegend chemisch, afval gestort. In totaal lag hier eind 1989 ongeveer 10 miljoen ton afval. Tegenwoordig beslaat de vuilstort een oppervlakte van 82 hectare en is het bereikt het een hoogte van 110 meter.

### Stadskernen
Bij Schönberg behoren de volgende Ortsteile:
- Groß Bünsdorf
- Klein Bünsdorf
- Kleinfeld
- Malzow
- Retelsdorf
- Rupensdorf
- Sabow

Alt Meteln ·
Bad Kleinen ·
Barnekow ·
Benz ·
Bernstorf ·
Bibow ·
Blowatz ·
Bobitz ·
Boiensdorf ·
Boltenhagen ·
Brüsewitz ·
Carlow ·
Cramonshagen ·
Dalberg-Wendelstorf ·
Damshagen ·
Dassow ·
Dechow ·
Dorf Mecklenburg ·
Dragun ·
Gadebusch ·
Gägelow ·
Glasin ·
Gottesgabe ·
Grambow ·
Grevesmühlen ·
Grieben ·
Groß Molzahn ·
Groß Siemz ·
Groß Stieten ·
Hohen Viecheln ·
Hohenkirchen ·
Holdorf ·
Hornstorf ·
Insel Poel ·
Jesendorf ·
Kalkhorst ·
Klein Trebbow ·
Klütz ·
Kneese ·
Königsfeld ·
Krembz ·
Krusenhagen ·
Lübberstorf ·
Lübow ·
Lübstorf ·
Lüdersdorf ·
Lützow ·
Menzendorf ·
Metelsdorf ·
Mühlen Eichsen ·
Neuburg ·
Neukloster ·
Niendorf ·
Passee ·
Perlin ·
Pingelshagen ·
Pokrent ·
Rehna ·
Rieps ·
Roduchelstorf ·
Roggendorf ·
Roggenstorf ·
Rögnitz ·
Rüting ·
Schildetal ·
Schlagsdorf ·
Schönberg ·
Seehof ·
Selmsdorf ·
Stepenitztal ·
Testorf-Steinfort ·
Thandorf ·
Upahl ·
Utecht ·
Veelböken ·
Ventschow ·
Warin ·
Warnow ·
Wedendorfersee ·
Wismar ·
Zickhusen ·
Zierow ·
Zurow ·
Züsow